# بيل هوفمان (لاعب البولنغ)
بيل هوفمان (بالإنجليزية: Bill Hoffman) هو لاعب البولنغ ‏ أمريكي، ولد في 1971.